# The Taste/Staffel 1
Die erste Staffel von The Taste wurde vom 13. November 2013 bis 18. Dezember 2013 ausgestrahlt. Die Aufzeichnung der Staffel erfolgte bereits im August 2013. Moderiert wurde sie von Christine Henning. Die Jury bestand aus den Fernsehköchen Alexander Herrmann, Frank Rosin, Léa Linster und Tim Mälzer.
Am Halbfinale nahmen zwei qualifizierte Kandidatinnen krankheitsbedingt nicht mehr teil. Sie wurden durch andere, an und für sich bereits ausgeschiedene Köche aus dem jeweiligen Team ersetzt.
Felicitas Then aus dem Team von Tim Mälzer gewann die erste Staffel der Show.

## Casting
Die erste Runde umfasste insgesamt in der Fernsehausstrahlung insgesamt 23 Kandidaten. Jeder hatte 60 Minuten Zeit, einen Löffel zuzubereiten, wobei für den Einkauf jeweils 50 Euro zur Verfügung gestellt worden waren. Jeder der vier Juroren entschied nach der Blindverkostung, ob sie den jeweiligen Teilnehmer in ihr Team aufnehmen möchten. Entschieden sich mehr als ein Juror für einen Kandidaten, so durfte dieser ein Team wählen.
| Nr. | Kandidat  | Klasse | Juroren    | Juroren     | Juroren            | Juroren     | Entscheidung  |
| Nr. | Kandidat  | Klasse | Tim Mälzer | Léa Linster | Alexander Herrmann | Frank Rosin | Entscheidung  |
| --- | --------- | ------ | ---------- | ----------- | ------------------ | ----------- | ------------- |
| 1   | Christa   | Hobby  | Ja         | Ja ✔        | Nein               | Ja          | Team Linster  |
| 2   | Dennis    | Profi  | Ja ✔       | Nein        | Nein               | Nein        | Team Mälzer   |
| 3   | Leila     | Hobby  | Nein       | Ja ✔        | Ja                 | Nein        | Team Linster  |
| 4   | Artur     | Profi  | Nein       | Nein        | Nein               | Nein        |               |
| 5   | Jamila    | Profi  | Ja         | Nein        | Nein               | Ja ✔        | Team Rosin    |
| 6   | Graciela  | Profi  | Ja ✔       | Ja          | Ja                 | Ja          | Team Mälzer   |
| 7   | Stefan    | Profi  | Nein       | Nein        | Nein               | Nein        |               |
| 8   | Heidi     | Hobby  | Nein       | Ja ✔        | Ja                 | Nein        | Team Linster  |
| 9   | Felix     | Profi  | Nein       | Nein        | Nein               | Ja ✔        | Team Rosin    |
| 10  | Gabriel   | Hobby  | Nein       | Nein        | Ja ✔               | Nein        | Team Herrmann |
| 11  | Felicitas | Hobby  | Ja ✔       | Nein        | Nein               | Nein        | Team Mälzer   |
| 12  | Fares     | Hobby  | Nein       | Nein        | Nein               | Nein        |               |
| 13  | Alexandra | Hobby  | Nein       | Nein        | Ja ✔               | Nein        | Team Herrmann |
| 14  | Andreas   | Profi  | Nein       | Nein        | Nein               | Nein        |               |
| 15  | Oliver    | Profi  | Nein       | Nein        | Nein               | Ja ✔        | Team Rosin    |
| 16  | Sabrina   | Profi  | Ja ✔       | Nein        | Nein               | Nein        | Team Mälzer   |
| 17  | Stella    | Hobby  | Nein       | Nein        | Ja ✔               | Nein        | Team Herrmann |
| 18  | Made      | Hobby  | Nein       | Nein        | Nein               | Nein        |               |
| 19  | Arnd      | Hobby  | Nein       | Nein        | Ja ✔               | Nein        | Team Herrmann |
| 20  | Eva       | Hobby  | Nein       | Nein        | Nein               | Nein        |               |
| 21  | Diana     | Profi  | Nein       | Ja          | Nein               | Ja ✔        | Team Rosin    |
| 22  | Stefan    |        | Nein       | Nein        | Nein               | Nein        |               |
| 23  | Tolga     | Profi  | Nein       | Ja ✔        | Nein               | Nein        | Team Linster  |

## Die Teams und Platzierungen im Team
| Platz | Name      | Bewertung im Casting                                  |
| ----- | --------- | ----------------------------------------------------- |
| 1.    | Gabriel   | Sternsymbol · Sternsymbol · Sternsymbol · Sternsymbol |
| 2.    | Stella    | Sternsymbol · Sternsymbol · Sternsymbol · Sternsymbol |
| 3.    | Arnd      | Sternsymbol · Sternsymbol · Sternsymbol · Sternsymbol |
| 4.    | Alexandra | Sternsymbol · Sternsymbol · Sternsymbol · Sternsymbol |

| Platz | Name   | Bewertung im Casting                                  |
| ----- | ------ | ----------------------------------------------------- |
| 1.    | Felix  | Sternsymbol · Sternsymbol · Sternsymbol · Sternsymbol |
| 2.    | Diana  | Sternsymbol · Sternsymbol · Sternsymbol · Sternsymbol |
| 3.    | Oliver | Sternsymbol · Sternsymbol · Sternsymbol · Sternsymbol |
| 4.    | Jamila | Sternsymbol · Sternsymbol · Sternsymbol · Sternsymbol |

| Platz | Name    | Bewertung im Casting                                  |
| ----- | ------- | ----------------------------------------------------- |
| 1.    | Christa | Sternsymbol · Sternsymbol · Sternsymbol · Sternsymbol |
| 2.    | Tolga   | Sternsymbol · Sternsymbol · Sternsymbol · Sternsymbol |
| 3.    | Heidi   | Sternsymbol · Sternsymbol · Sternsymbol · Sternsymbol |
| 4.    | Leila   | Sternsymbol · Sternsymbol · Sternsymbol · Sternsymbol |

| Platz | Name      | Bewertung im Casting                                  |
| ----- | --------- | ----------------------------------------------------- |
| 1.    | Felicitas | Sternsymbol · Sternsymbol · Sternsymbol · Sternsymbol |
| 2.    | Dennis    | Sternsymbol · Sternsymbol · Sternsymbol · Sternsymbol |
| 3.    | Sabrina   | Sternsymbol · Sternsymbol · Sternsymbol · Sternsymbol |
| 4.    | Graciela  | Sternsymbol · Sternsymbol · Sternsymbol · Sternsymbol |

## Verlauf der 1. Staffel
Die Auswahl der Kandidaten für die Teams wurde in der ersten und zu Beginn der zweiten Episode ausgestrahlt. Ab der zweiten Episode wurde im Team- und Einzelkochen jeweils Kandidaten eliminiert. Aufgrund von Krankheit wurden bereits ausgeschiedene Kandidaten als Ersatz wieder in die Show zurückgeholt.
|       |           | Episode 2 20.11.2013                        | Episode 3 27.11.2013                        | Episode 4 04.12.2013                        | Halbfinale 11.12.2013                                         | Finale 18.12.2013                         |
| ----- | --------- | ------------------------------------------- | ------------------------------------------- | ------------------------------------------- | ------------------------------------------------------------- | ----------------------------------------- |
|       | Gastjuror | Christian Lohse                             | Sarah Henke                                 | Roland Trettl                               | Andreas Caminada                                              | Ralf Bos Billy Wagner                     |
|       | Thema     | Kindheitserinnerungen Nachtisch             | Bella Italia Fernweh                        | Feste feiern Weihnachten                    | Schokolade Verführung                                         | 3-Gänge-Menü                              |
| Platz | Koch      | Status der Kandidaten am Ende der Episode   | Status der Kandidaten am Ende der Episode   | Status der Kandidaten am Ende der Episode   | Status der Kandidaten am Ende der Episode                     | Status der Kandidaten am Ende der Episode |
| 1.    | Felicitas | Weiter                                      | Weiter                                      | Favorit (2 goldene Sterne)                  | Favorit (2 goldene Sterne)                                    | Gewinner (4 goldene Sterne)               |
| 2.    | Dennis    | Weiter                                      | Weiter                                      | Ausgeschieden                               | Immun (Ersatz für Sabrina)                                    | 2. Platz                                  |
| 3.    | Gabriel   | Immun (1 roter Stern)                       | Immun                                       | Favorit (1 goldener Stern)                  | Weiter                                                        | Ausgeschieden (2. Phase)                  |
| 4.    | Christa   | Weiter                                      | Weiter                                      | Favorit (1 goldener Stern)                  | Weiter (Entscheidungskochen) (1 roter & 1 goldener Stern)     | Ausgeschieden                             |
| 5.    | Stella    | Favorit (2 goldene Sterne)                  | Weiter                                      | Weiter                                      | Ausgeschieden (2 rote Sterne)                                 |                                           |
| 6.    | Felix     | Favorit (1 goldener Stern)                  | Ausgeschieden (2 rote Sterne)               |                                             | Ausgeschieden (1 roter & 1 goldener Stern) (Ersatz für Diana) |                                           |
| 7.    | Tolga     | Weiter                                      | Favorit (1 goldener Stern)                  | Weiter                                      | Ausgeschieden                                                 |                                           |
| 8.    | Diana     | Weiter                                      | Favorit (1 goldener Stern)                  | Immun                                       | Ausgeschieden (wegen Krankheit)                               |                                           |
| 9.    | Sabrina   | Weiter                                      | Weiter (Entscheidungskochen)(1 roter Stern) | Weiter (Entscheidungskochen)(1 roter Stern) | Ausgeschieden (wegen Krankheit)                               |                                           |
| 10.   | Heidi     | Weiter (Entscheidungskochen)(1 roter Stern) | Favorit (1 goldener Stern)                  | Ausgeschieden (1 roter Stern)               |                                                               |                                           |
| 11.   | Arnd      | Weiter                                      | Favorit (1 goldener Stern)                  | Ausgeschieden (2 rote Sterne)               |                                                               |                                           |
| 12.   | Graciela  | Weiter                                      | Ausgeschieden (1 roter Stern)               |                                             |                                                               |                                           |
| 13.   | Oli       | Favorit (1 goldener Stern)                  | Ausgeschieden                               |                                             |                                                               |                                           |
| 14.   | Alexandra | Ausgeschieden (1 roter Stern)               |                                             |                                             |                                                               |                                           |
| 15.   | Leila     | Ausgeschieden (1 roter Stern)               |                                             |                                             |                                                               |                                           |
| 16.   | Jamila    | Ausgeschieden                               |                                             |                                             |                                                               |                                           |

| Element                         | Bedeutung |
| ------------------------------- | --- |
| Weiter                          | Ohne goldenen oder roten Stern weiter gekommen.                                                                             |
| Weiter (Entscheidungskochen)    | In der 2. Phase eines der schlechtesten Gerichte gekocht (rote/r Stern/e), aber im Entscheidungskochen nicht ausgeschieden. |
| Favorit                         | In der 2. Phase eines der besten Gerichte gekocht.                                                                          |
| Immun                           | In der 1. Phase bestes Gericht gekocht und somit in der nächsten Show.                                                      |
| Ausgeschieden                   | Im Entscheidungskochen das schwächste Gericht gekocht.                                                                      |
| Ausgeschieden                   | In der 1. Phase vom Coach eliminiert.                                                                                       |
| Ausgeschieden (wegen Krankheit) | Musste die Show aufgrund von Krankheit verlassen.                                                                           |

## Bemerkungen und zusätzliche Informationen
Das Team von Frank Rosin wurde nach dem Halbfinale aufgelöst, weil der letzte Kandidat aus dem Team ausgeschieden war.

## Einschaltquoten
| Folge               | Datum               | Zuschauer | Zuschauer     | Marktanteil | Marktanteil   | Quelle |
| Folge               | Datum               | Gesamt    | 14 – 49 Jahre | Gesamt      | 14 – 49 Jahre | Quelle |
| ------------------- | ------------------- | --------- | ------------- | ----------- | ------------- | ------ |
| 1                   | 13. Nov. 2013       | 2,36 Mio. | -             | 8,6 %       | 12,3 %        | [ 3 ]  |
| 2                   | 20. Nov. 2013       | 1,85 Mio. | -             | -           | 10,6 %        | [ 4 ]  |
| 3                   | 27. Nov. 2013       | 1,93 Mio. | -             | 6,4 %       | 10,5 %        | [ 5 ]  |
| 4                   | 4. Dez. 2013        | 1,98 Mio. | -             | -           | 10,9 %        | [ 6 ]  |
| 5                   | 11. Dez. 2013       | 1,73 Mio. | -             | 5,6 %       | 8,4 %         | [ 7 ]  |
| 6                   | 18. Dez. 2013       | 1,86 Mio. | -             | -           | 9,6 %         | [ 8 ]  |
| Staffeldurchschnitt | Staffeldurchschnitt | 1,98 Mio. | 1,20 Mio.     | 6,7 %       | 10,5 %        | [ 9 ]  |